# Lisen
Lisen (af latin licium, fransk lisse, "tråd", "bånd") kaldes i bygningskunsten en flad, svagt fremtrædende pilaster, der adskiller sig fra en almindelig pilaster ved at den er uden kapitæl. Er lisenen forsynet med en rektangulær udvidelse i de øverst hjørner, kaldes den en ørelisen.
Lisener forekommer hyppigt i romanske kirkebygninger, hvor de anbringes på bygningshjørnerne og på facaderne med bestemte mellemrum. Nedadtil hviler lisenen på soklen, opad bærer de romanske lisener gerne en under gesimsen løbende buefrise. Ofte er lisener mere af dekorativ end af konstruktiv betydning, men den kan dog tjene til at styrke muren på det sted, hvor hvælvingerne yder et tryk, mens samtidig en pilaster eller en søjle indvendig anbringes for at støtte og bære hvælvingen.
I gotikken bliver lisenen til en stræbepille. I senbarokkens (rokokoens) tid kom lisener igen på mode, men således at den blev underordnet søjlen og pilasteren i datidens arkitektoniske rangfølge og kun blev brugt på palæfacadernes mindst betonede mellempartier. I Danmark var det Nicolai Eigtved, der gjorde lisenestilen populær. På rokokobygninger af mere borgerligt tilsnit kunne de få lov til at dominere hele facaden eller risalitterne.
Ørelisenerne vendte kortvarigt tilbage i arkitekturen som del af palæstilen omkring år 1900.

## Eksempler på rokokobygninger med ørelisener
- Amalienborg og mange andre bygninger i Frederiksstaden
- Gavnø
- Kastrupgård
- Eigtveds Pakhus
- Søkvæsthuset (Orlogsmuseet)
- Kongegården
- Kaalund Kloster
- Sandbjerg Gods
- Augustenborg Slot
- Gråsten Slot
- Sæbygård (nedrevet)

## Galleri
- Lisener på Abbedikirken Maria Laach (1156)
- Amalienborg
- Søkvæsthuset
- Gavnø
- Sandbjerg Gods
- Kirken i Brande-Hörnerkirchen
- Augustenborg Slot
- Kaalund Kloster